# Liste de jeux vidéo
Cette page référence l'ensemble des articles listant des jeux vidéo sur Wikipédia

## Listes de jeux par plate-forme
Ordre alphabétique
- Liste de jeux 3DO
- Liste de jeux Amiga 
  - Liste de jeux Amiga de A à H
  - Liste de jeux Amiga de I à O
  - Liste de jeux Amiga de P à Z
- Liste de jeux Amiga CD32
- Liste de jeux Amiga CDTV
- Liste de jeux Amstrad CPC
- Liste de jeux Android
- Liste de jeux Atari 2600
- Liste de jeux Atari 5200
- Liste de jeux Atari 7800
- Liste de jeux Atari 8-bit
- Liste de jeux Atari ST
- Liste de jeux BBC Micro et Acorn Electron
- Liste de jeux BlackBerry
- Liste de jeux CD-i
- Liste de jeux Coleco Adam
- Liste de jeux ColecoVision
- Liste de jeux Commodore 64
- Liste de jeux Commodore VIC-20
- Liste de jeux DOS
- Liste de jeux Dreamcast
- Liste de jeux Famicom
- Liste de jeux Famicom Disk System
- Liste de jeux FM Towns
- Liste de jeux Game and Watch
- Liste de jeux Game Boy
  - Liste de jeux Game Boy multijoueur
- Liste de jeux Game Boy Advance
  - Liste de jeux vidéo annulés sur Game Boy Advance
- Liste de jeux Game Boy Color
- Liste de jeux Game Gear
- Liste de jeux GameCube 
  - Liste de jeux vidéo annulés sur GameCube
- Liste de jeux Gizmondo

Liste de jeux GP32
- Liste de jeux GX-4000
- Liste de jeux Intellivision
- Liste de jeux Jaguar
- Liste de jeux Linux
- Liste de jeux Lynx
- Liste de jeux Master System
- Liste de jeux Mega Drive (intègre les jeux 32X et Mega-CD)
- Liste de jeux MSX
- Liste de jeux N-Gage
- Liste de jeux par navigateur
- Liste de jeux Neo-Geo
- Liste de jeux Neo-Geo Pocket et Neo-Geo Pocket Color
- Liste de jeux Nintendo 3DS
  - Liste de jeux de la Console virtuelle de la Nintendo 3DS (Amérique du Nord)
  - Liste de jeux de la Console virtuelle de la Nintendo 3DS (Japon)
  - Liste de jeux de la Console virtuelle de la Nintendo 3DS (région PAL)
- Liste de jeux Nintendo 64
  - Liste de jeux vidéo annulés sur Nintendo 64
- Liste de jeux Nintendo DS
- Liste de jeux Nintendo Entertainment System
- Liste de jeux Nintendo Switch
- Liste de jeux Ouya
- Liste de jeux PC-6001
- Liste de jeux PC-8001
- Liste de jeux PC-88
- Liste de jeux PC-98
- Liste de jeux PC-Engine
- Liste de jeux PlayStation
- Liste de jeux PlayStation 2
- Liste de jeux PlayStation 3
- Liste de jeux PlayStation 4
- Liste de jeux PlayStation 5
- Liste de jeux PlayStation Portable
- Liste de jeux PlayStation Vita
- Liste de jeux Pokémon Mini
- Liste de jeux Saturn
- Liste de jeux Sharp X1
- Liste de jeux Super Famicom
- Liste de jeux Super Nintendo
- Liste de jeux Thomson MO et TO
- Liste de jeux Vectrex
- Liste de jeux Virtual Boy
- Liste de jeux Wii
  - Liste de jeux WiiWare
- Liste de jeux Wii U
- Liste de jeux Windows (par lettre)
  - Liste de jeux vidéo annulés sur Windows
- Liste de jeux Windows Phone
- Liste de jeux WonderSwan
- Liste de jeux WonderSwan Color
- Liste de jeux Xbox
- Liste de jeux Xbox 360
- Liste de jeux Xbox One
- Liste de jeux Xbox Series
- Liste de jeux ZX81
- Liste de jeux ZX Spectrum
- Liste de jeux sur téléphone mobile : cf.  Catégorie:Jeu sur téléphone mobile

Ordre chronologique
- Liste chronologique de jeux SG-1000

## Listes de jeux par genre
Triable
- Liste de jeux 4X
- Liste de jeux de stratégie au tour par tour
- Liste de jeux de stratégie en temps réel
- Liste de jeux de tactique au tour par tour
- Liste de jeux de tactique en temps réel
- Liste de jeux de tir au pistolet optique
- Liste de roguelike
- Liste de run and gun
- Liste de wargames

Ordre alphabétique
- Liste d'arènes de bataille en ligne multijoueur
- Liste de jeux d'aventure en pointer-et-cliquer
- Liste de jeux vidéo de course
  - Liste de jeux vidéo sur les 24 Heures du Mans
  - Liste de jeux vidéo de Formule 1
  - Liste de jeux vidéo de grand tourisme
  - Liste de jeux vidéo d'IndyCar
  - Liste de jeux vidéo de NASCAR
  - Liste de jeux vidéo de rallye
  - Liste de jeux vidéo de saisons de sport automobile
  - Liste de jeux vidéo de moto
- Liste de jeux vidéo d'échecs
- Liste de jeux de labyrinthe
- Liste de jeux vidéo musicaux
- Liste de jeux de rythme
- Liste de jeux de sport
  - Liste de jeux vidéo basés sur les Jeux olympiques
  - Liste de jeux vidéo de baseball
  - Liste de jeux vidéo de basket-ball
  - Liste de jeux vidéo de bowling
  - Liste de jeux vidéo de catch
  - Liste de jeux vidéo de football
  - Liste de jeux vidéo de football américain
  - Liste de jeux vidéo de golf
  - Liste de jeux vidéo de hockey sur glace
  - Liste de jeux vidéo de tennis
  - Liste de jeux vidéo de volley-ball
- Liste de jeux de tir à la troisième personne
- Liste de jeux en ligne massivement multijoueurs
- Liste de jeux vidéo de mah-jong
- Liste de jeux vidéo de puzzle
- Liste de jeux vidéo de quiz
- Liste de party games
- Liste de simulations de combat aérien
- Liste de jeux de simulation de combat naval
- Liste de tower defense
- Liste de survival horror

Ordre chronologique
- Liste chronologique des beat them all
- Liste chronologique de casse-briques
- Liste chronologique de jeux de combat
- Liste chronologique de jeux vidéo de course
- Liste chronologique de jeux vidéo de flipper
- Liste chronologique de jeux de plates-formes
- Liste chronologique de jeux vidéo de réflexion
- Liste chronologique de jeux vidéo de rôle
- Liste chronologique des Metroidvania
- Liste chronologique des shoot 'em up
- Liste chronologique des tactical RPG
- Liste chronologique des jeux de tir à la première personne

## Listes de jeux par développeur et éditeur
- Liste de jeux Accolade
- Liste de jeux Activision
- Liste de jeux Arc System Works
- Liste de jeux Atari Games
- Liste de jeux Atari Inc.
- Liste de jeux Atari Inc. (filiale d'Atari SA)
- Liste de jeux Atlus
- Liste de productions Bally Manufacturing
- Liste de productions Bally Midway Manufacturing Company
- Liste de jeux Bally Sente
- Liste de jeux Bandai
- Liste de jeux Bandai Namco Games
- Liste de jeux Banpresto
- Liste de jeux Bulkypix
- Liste de jeux Capcom
- Liste de jeux Cave
- Liste de jeux Codemasters
- Liste de jeux Coktel Vision
- Liste de jeux D3 Publisher
- Liste de jeux Data East
- Liste de jeux Devolver Digital
- Liste de jeux Electronic Arts
  - Liste de jeux EA Sports
- Liste de jeux Ère informatique
- Liste de jeux Gameloft
- Liste de jeux GT Interactive Software
- Liste de jeux HotGen
- Liste de jeux Hudson Soft
- Liste de jeux Humongous
- Liste de jeux IGS
- Liste de jeux Infogrames Interactive
- Liste de jeux Irem
- Liste de jeux Interplay
- Liste de jeux Konami
- Liste de jeux Loriciel
- Liste de jeux LSP
- Liste de jeux MacSoft Games
- Liste de jeux Microïds
- Liste de jeux Midway Games
- Liste de jeux Midway Home Entertainment
- Liste de jeux Midway Manufacturing Company
- Liste de jeux Namco
- Liste de jeux Nintendo
- Liste de jeux Ocean Software
- Liste de jeux Psikyo
- Liste de jeux Romstar
- Liste de jeux Sega (liste de franchises de jeux vidéo Sega)
- Liste de jeux Seta
- Liste de jeux Sierra
- Liste de jeux SNK
- Liste de jeux SNK Playmore
- Liste de jeux Square
- Liste de jeux Stern Electronics
- Liste de jeux Strategic Simulations
- Liste de jeux Taito
- Liste de jeux Takara
- Liste de jeux édités par Take-Two Interactive
- Liste de jeux Tengen
- Liste de jeux Time Warner Interactive
- Liste de jeux tinyBuild Games
- Liste de jeux Ubisoft
- Liste de jeux Varie
- Liste de jeux Williams Electronics
- Liste de jeux Williams Entertainment
- Liste de jeux Williams Electronics Games
- Liste de jeux WizardWorks Software
- Liste de jeux Xbox Game Studios

## Listes de jeux par franchise

### Originales
- Liste de jeux vidéo Castlevania
- Liste de jeux vidéo Donkey Kong
- Liste de jeux vidéo The Elder Scrolls
- Liste de jeux et de produits dérivés de Final Fantasy
- Liste de jeux vidéo The King of Fighters
- Liste de jeux et de produits dérivés de The Legend of Zelda
- Liste de jeux vidéo Mario
- Liste de jeux vidéo Mega Man
- Liste de jeux vidéo Pokémon
- Liste de jeux vidéo Resident Evil
- Liste de jeux vidéo Sim
- Liste de jeux vidéo Sonic
  - Liste des compilations de jeux vidéo Sonic
- Liste de jeux vidéo Spyro the Dragon
- Liste de jeux vidéo Street Fighter
- Liste de jeux vidéo Tetris
- Liste de jeux vidéo Wario
- Liste de jeux vidéo Yoshi

### Issue d'un autre média
- Liste de jeux vidéo 2000 AD
- Liste de jeux vidéo Astérix
- Liste de jeux vidéo Barbie
- Liste de jeux vidéo Batman
- Liste de jeux vidéo BattleTech
- Liste de jeux vidéo Beetlejuice
- Liste de jeux vidéo Beyblade
- Liste de jeux vidéo Bratz
- Liste de jeux vidéo Buffy contre les vampires
- Liste de jeux vidéo Cabela's
- Liste de jeux vidéo Charlotte aux fraises
- Liste de jeux vidéo DC Comics
- Liste de jeux vidéo Détective Conan
- Liste de jeux vidéo Digimon
- Liste de jeux vidéo Doraemon
- Liste de jeux vidéo Dragon Ball
- Liste de jeux vidéo Dune
- Liste de jeux vidéo Les Experts
- Liste de jeux vidéo Les Fous du volant
- Liste de jeux vidéo Harry Potter
- Liste de jeux vidéo J.League
- Liste de jeux vidéo Jurassic Park
- Liste de jeux vidéo Ken le Survivant
- Liste de jeux vidéo Lego
- Liste de jeux vidéo Looney Tunes
- Liste de jeux vidéo Lucky Luke
- Liste de jeux vidéo Marvel
- Liste de jeux vidéo Mobile Suit Gundam
- Liste de jeux vidéo Monster High
- Liste de jeux vidéo One Piece
- Liste de jeux vidéo Pacific Rim
- Liste de jeux vidéo Le Petit Dinosaure
- Liste de jeux vidéo Rambo
- Liste de jeux vidéo Ranma ½
- Liste de jeux vidéo Rapala
- Liste de jeux vidéo Retour vers le futur
- Liste de jeux vidéo Robotech et Macross
- Liste de jeux vidéo Sailor Moon
- Liste de jeux vidéo Les Schtroumpfs
- Liste de jeux Le Seigneur des anneaux
- Liste de jeux vidéo Les Simpson
- Liste de jeux vidéo SOS Fantômes
- Liste de jeux vidéo South Park
- Liste de jeux vidéo Spider-Man
- Liste de jeux vidéo Star Trek
- Liste de jeux vidéo Star Wars
- Liste de jeux vidéo Terminator
- Liste de jeux vidéo Tortues Ninja
- Liste de jeux vidéo Transformers
- Liste de jeux vidéo Woody Woodpecker
- Liste de jeux vidéo Yu-Gi-Oh!
- Liste de jeux vidéo Yū Yū Hakusho

#### Issue d'un jeu de société
- Liste de jeux vidéo Risk
- Liste de jeux vidéo Scrabble
- Liste de jeux vidéo Monopoly
- Liste de jeux vidéo Trivial Pursuit
- Liste de jeux vidéo Uno

#### Issu d'un jeu télévisé
- Liste de jeux vidéo À prendre ou à laisser
- Liste de jeux vidéo Jeopardy!
- Liste de jeux vidéo Qui veut gagner des millions ?
- Liste de jeux vidéo La Roue de la fortune
- Liste de jeux vidéo Une famille en or

## Listes diverses en rapport avec le jeu vidéo
- Liste d'adaptations d'un film ou d'une franchise cinématographique en jeu vidéo
- Liste de consoles de jeux vidéo
  - Liste des consoles de jeux vidéo de première génération
  - Liste des consoles de jeux vidéo Sega
- Liste d'émulateurs de système de jeux vidéo
- Liste de films basés sur les jeux vidéo
- Liste des Humble Bundle
- Liste de jeux au lancement de consoles de jeux vidéo
- Liste de jeux vidéo devenus gratuits
- Liste de jeux vidéo interdits
- Liste de jeux PC booter
- Liste des jeux GameCube-Game Boy Advance reliables
- Liste de jeux Games with Gold
- Liste de jeux PSOne téléchargeables
- Liste de jeux PlayStation Portable téléchargeables
- Liste de jeux PlayStation Vita téléchargeables
- Liste de jeux Xbox compatibles avec la Xbox 360
- Liste de jeux Xbox 360 compatibles avec la Xbox One
- Liste de jeux Xbox Live Arcade
- Liste de projets vidéoludiques issus du financement participatif
- Liste des jeux vidéo les plus chers à produire
- Liste des jeux vidéo les plus mal reçus par la critique
- Liste des consoles de jeux vidéo les plus vendues
- Liste des jeux vidéo les plus vendus
- Liste de jeux multijoueur par navigateur
  - Liste de jeux Facebook
- Liste de la collection de jeux instantanée (Amérique du Nord)
- Liste de la collection de jeux instantanée du Playstation plus (Europe)
- Liste de romans inspirés de jeux vidéo
- Liste de séries de jeux vidéo
  - Liste des séries de jeux vidéo les plus vendues